# Petuški
Petuški è una città della Russia europea centrale (oblast' di Vladimir), situata sulla riva sinistra del fiume Kljaz'ma, 67 km a ovest del capoluogo; è il capoluogo amministrativo del distretto omonimo.
Fondata come piccolo insediamento presso la stazione ferroviaria omonima, aperta al traffico nel 1861; nel 1926 venne dichiarato insediamento di tipo urbano e venne ribattezzato Novye Petuški, mentre nel 1965 si vide concesso lo status di città e il nome attuale.
Il nome della città, in russo, significa galletti; questi animali sono anche rappresentati nello stemma cittadino.

## Società

### Evoluzione demografica
Fonte: mojgorod.ru
- 1959: 11.500
- 1979: 17.600
- 1989: 20.100
- 2007: 15.000